# João Neiva
João Neiva es un municipio brasileño del estado del Espíritu Santo. Su población estimada en 2004 era de 15.808 habitantes.
Se encuentra en medio de un paisaje de bosques frondosos en una colina, con muchos panes "sin azúcar". Cerca de la ciudad, hay dos reservas biológicas que se pretenden preservar lo que todavía existe Atlántico, reservándose el Alto Rancho - Reserva Forestal de la Vale do Rio Doce, creado y mantenido por Compañía Vale do Rio Doce. La influencia de la cultura italiana es una característica de João Neiva, una ciudad que tenía muchas familias de la Italia durante las grandes migraciones en Brasil

## Historia

### La inmigración italiana
En el año 1874 se dio inicio a la gran inmigración en Brasil. Los italianos se distribuyeron en varias regiones, pero solo en el año 1877 llega a esta zona, las primeras familias inmigraron allí como la familia Reali, Tonon, Sarcinelli, Negri, y en 1888 la familia Girelli de Vigasio VR de 1889 Faustini familia de Belluno y así sucesivamente. Con la llegada de los familiares por orden de llegada desde el Acioli pueblos (1887) y Demetrio Ribeiro (1890), los distritos actuales de João Neiva.

### La instalación de la vía férrea
A principios de siglo XX, un diputado federal de Bahía y el ingeniero João Augusto Neiva, tanto luchó en la cámara federal para la instalación del ferrocarril Diamantina, perteneciente a una Compañía del Ferrocarril de Vitória Minas.
Con la instalación de [Ferrocarril] en 1906 viene la estación de tren. La tierra para el trabajo de construcción fue donado por Orestes Negri. El creador, Pedro Nolasco, la construcción del ferrocarril de Diamantina, Bahía de honrar el congresista John Augustus Neiva, la estación dio el nombre de Juan Neiva. Es alrededor de la estación que la ciudad aparece "João Neiva."
El 30 de diciembre de 1921, João Neiva, a través de la Ley N º 1305 se eleva a la zona.
El 15 de noviembre de 1988, que se celebró la primera elección en la ciudad. Después de haber sido elegido para Alcalde, Aluyzio Morellato, en Teniente de Alcalde, José Ivo Anízio Secomandi.

## La geografía
Situado en Microrregión Metropolitana Ampliada del Norte, João Neiva, limitada a la Norte por el municipio de Colatina, al sur Ibiraçu, al noreste de Linhares este Aracruz, al oeste São Roque do Canaán y Santa Teresa. Tiene una distancia de 81 km de la capital del estado - Victoria.

### Alivio
Con una altitud mínima de 60m y un máximo de 1090m, la ciudad tiene un relieve modelado con rocas cristalinas, siendo clasificado como ondulado a fuertemente ondulado, con elevaciones que van de 100 a 600 metros, que tiene gran parte de su área con pendientes superiores al 30% .
Ubicado en la sede, es el cerro de Monte Negro que forma el límite con el municipio de Ibiraçu, la Sierra Pico do Óleo, con 800 metros, que se encuentra cerca de Lombardía, cerca de Barra Triunfo, y sin embargo, el Morro de Santa Clara, en Bérgamo y Pony pico Alto es uno de los puntos principales de las telecomunicaciones del Espíritu Santo, dónde están las torres de la Embratel VALE TV Gazeta, entre otro.

### Hidrografía
Ubicado en bacia del río Doce, y la región se destacan los ríos Piraqueaçu, río Pau Gigante, canoas del río, el río del Triunfo, entre otros.
Los ríos más grandes del municipio son:
• Piraqueaçu río nace en Santa Teresa, a través del municipio y desemboca en el Océano Atlántico en Santa Cruz - la ciudad de Aracruz.
• Clotario río nace en la cabeza de gancho que se encuentra en la colina Pony y Demetrio Ribeiro y desemboca en el río Piraqueaçu en João Neiva, en el puente, cerca del Centro de la Comunidad.
• Pau gigante del río que nace en la cabecera del Alto de Bérgamo, se somete a Acioli y la ciudad de Colatina como la laguna que desemboca en el gigante de la madera Rio Doce.